# Doopsgezinde Kerk (Deventer)

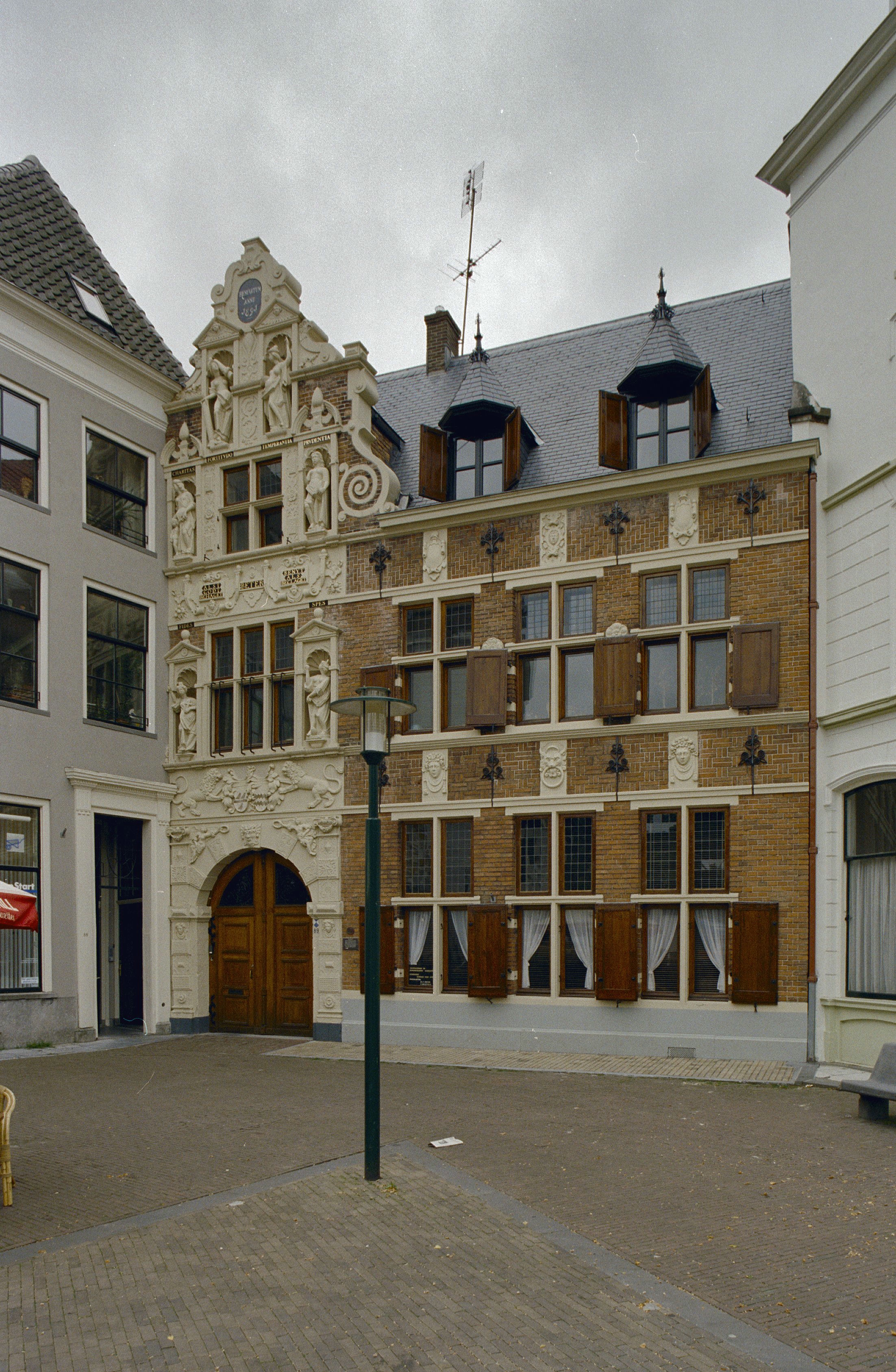
Das Vorderhaus der Doopsgezinde Kerk in Deventer

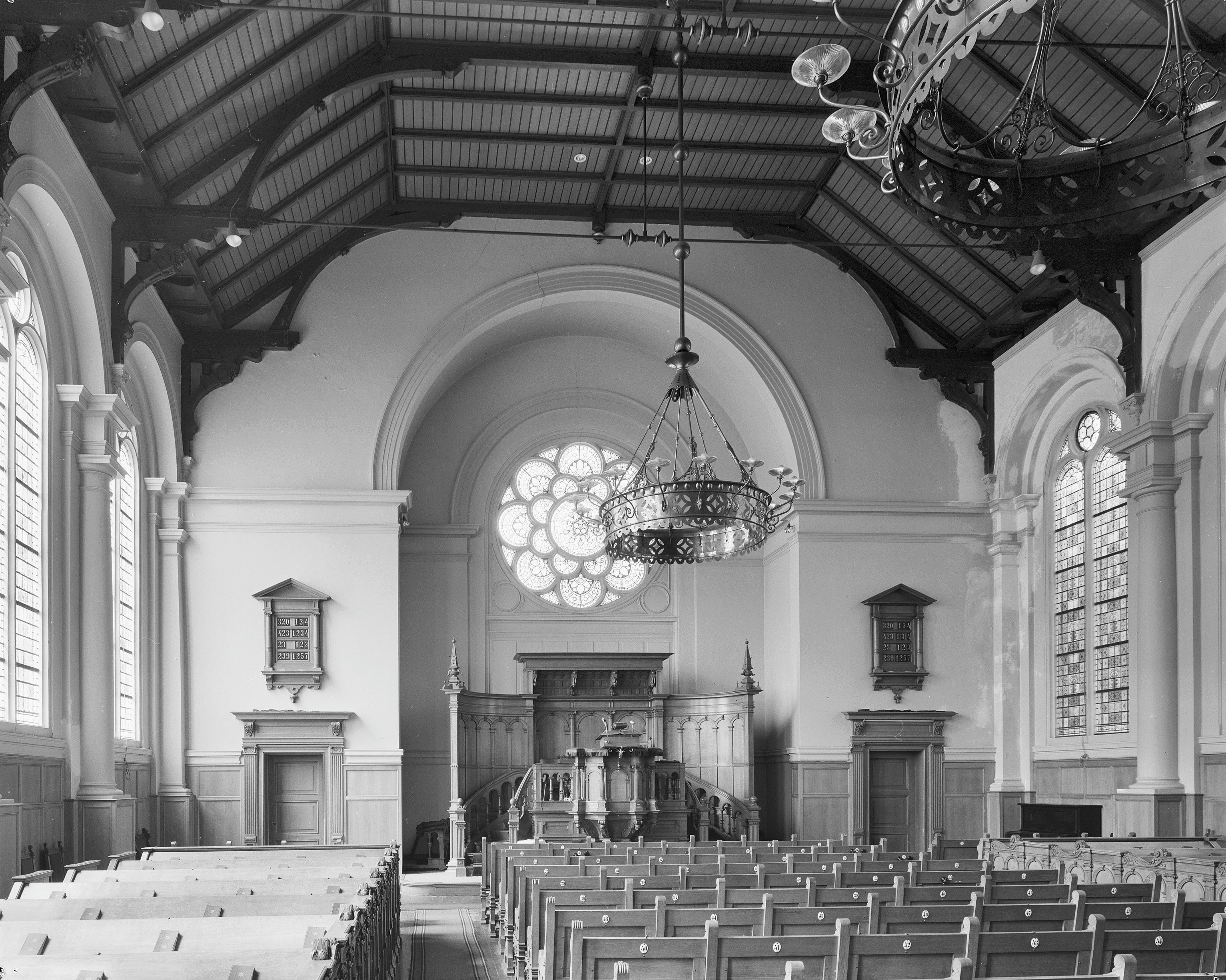
Inneres Richtung Kanzel

Die Doopsgezinde Kerk (deutsch Taufgesinnte Kirche) ist eine mennonitische Kirche in Deventer in der Provinz Overijssel in den Niederlanden. Das im Hinterhaus in  Form einer Schuilkerk errichtete Kirchengebäude ist als Rijksmonument eingestuft. Auch das Vorderhaus, das sogenannte Penninckshuis, ist Rijksmonument.

## Geschichte
Das sogenannte Penninckshuis mit seiner manieristischen Fassade zur Straßenfront entstand vermutlich kurz nach 1588, als Herman Penninck Lucia van Reede heiratete. Über dem ionischen Tor befinden sich schildhaltende Löwen mit den Wappen derer von Penninck und Van Reede. Weiteren Schmuck bilden die Statuen von Fides, Spes, Charitas, Prudentia, Fortitudo und Temperantia. Die Darstellung von Justitia auf der Spitze ist später verschwunden. Die Statuen wurden 1891 von W.G. von Toren als Ersatz der beschädigten Originale neu gefertigt. Zwei originale Statuen befinden sich im Museum De Waag.
Direkt anschließend an das Vorderhaus wurde 1890 nach einem Entwurf von T.E. Fassbinder die mennonitische Kirche im Neorenaissance-Stil errichtet, wofür das direkt dahinterliegende Haus abgerissen werden musste. Der Kirchsaal hat innenliegende Rundbogenfenster, dazwischen dorische Wandsäulen auf Pilastern. Die auch im Stil der Neorenaissance gehaltene Ausstattung besteht aus festen Bänken, einer Kanzel mit geschwungener Rückwand und einem Orgelgehäuse mit Balustrade, hergestellt von der Firma Bossche & Crevels. Die Orgel wurde 1900 von M. Maarschalkerweerd gebaut.